# 1960-as Formula–1 világbajnokság
Az 1960-as Formula–1-es szezon volt a 11. FIA Formula–1 világbajnoki szezon. 1960. február 7-étől november 20-áig tartott. Utolsó évükbe léptek, a 2500 köbcentis motorok, 1961-től az 1500 köbcentisek váltották fel őket. A Ferrarinak nem volt ebben versenyképes motorja, már a jövőre készült. A hatodik helyezett is kapott egy pontot, megszüntették viszont a leggyorsabb körért járót. Visszavonult a versenyzéstől az első női versenyző, Maria Teresa de Filippis. Az indianapolisi 500-as versennyel együtt tíz futamból állt az idény, visszakerült az Argentin és a belga nagydíj a naptárba. Hárman versenyeztek a világbajnoki címért Stirling Moss, Jack Brabham és Bruce McLaren, Moss a belgiumi Spában hatalmasat bukott, két helyen eltört a lába, ezért a fél idényt ki kellett hagynia. Öt egymást követő versenyen győzött Brabham és világbajnok lett. Az olasz nagydíjra a rossz pálya miatt a brit csapatok nem mentek el, az amerikai nagydíjat meg a Ferrari hagyta ki. Véget ért az orrmotoros autók dominanciája.

## A szezon menete

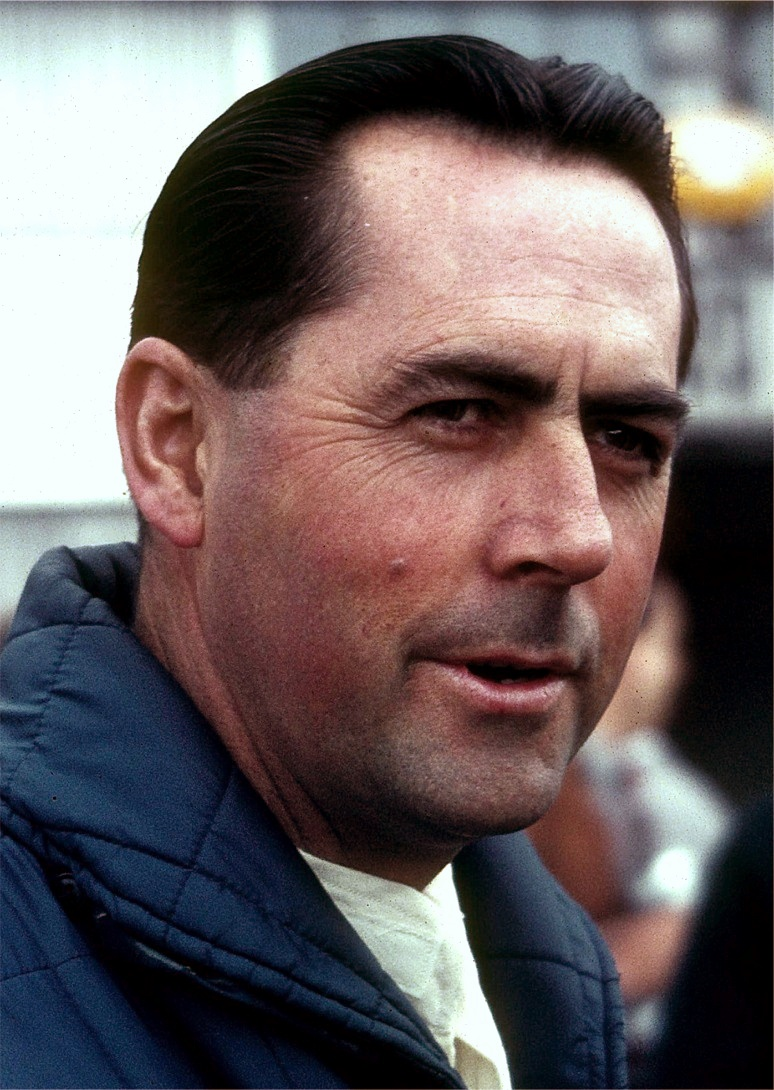
Brabham második bajnoki címét szerezte meg

Mivel a brit farmotoros autók nagyon versenyképesek voltak az előző évben, a Ferrari is elkezdett építeni egy ilyen autót, de az 1960-as évadot a régi Dino 246-osokkal kezdték. Colin Chapman már egy farmotoros autóval, a Lotus 18-assal indult az évadnyitó argentin nagydíjon. Az első versenyt a korábbiakhoz képest később rendezték, de így is többségében előző évi autók indultak. Az egyetlen jelentős változásnak számított, hogy Graham Hill a BRM csapathoz csatlakozott.
Buenos Airesben Stirling Moss állt a pole-pozícióban a Rob Walker Racing Cooperjével. Az időmérésen 1,6 másodperccel volt gyorsabb a második Innes Ireland Lotusánál. Mellettük Graham Hill és Jo Bonnier BRM-je indult az első sorból. Ireland jó rajtjának köszönhetően átvette a vezetést, az első kör végén vezetett Bonnier, Graham Hill és Phil Hill előtt, aki a második sorból indult Ferrarijával. Moss rosszul sikerült rajtja után nyolcadiknak esett vissza. A második körben Ireland megcsúszott, eközben Moss gyorsan zárkózott előre. Moss megelőzte Carlos Menditéguy Cooperjét, José Froilán González Ferrariját, Jack Brabham Cooperjét, Hill Ferrariját, Ireland megelőzése után pedig már harmadik volt. A 10. körben Moss megelőzte a második Graham Hillt, majd öt körrel később átvette a vezetést Bonniertől. A svéd a 21. körben sikeresen megelőzte Mosst, aki 15 körrel később ismét visszavette a vezetést. A 42. körben törött felfüggesztés miatt kiállt, Bonnier majdnem egy kör előnnyel vezette a mezőnyt ekkor. Irelandé lett a második hely, míg Graham Hill és Brabham kiesésével Bruce McLaren feljött a harmadik helyre. 12 körrel a leintés előtt Bonnier motorproblémával küzdött, Ireland pedig váltóproblémával küzdött, így visszacsúszott a mezőnyben. McLaren így az élre állt és győzött a Cooper T51-essel Cliff Allison Ferrarija előtt. Moss a harmadik helyen ért célba, mivel kiesése után átvette Maurice Trintignant autóját. A vezetőcsere miatt egyikük sem kapott pontot a verseny után.

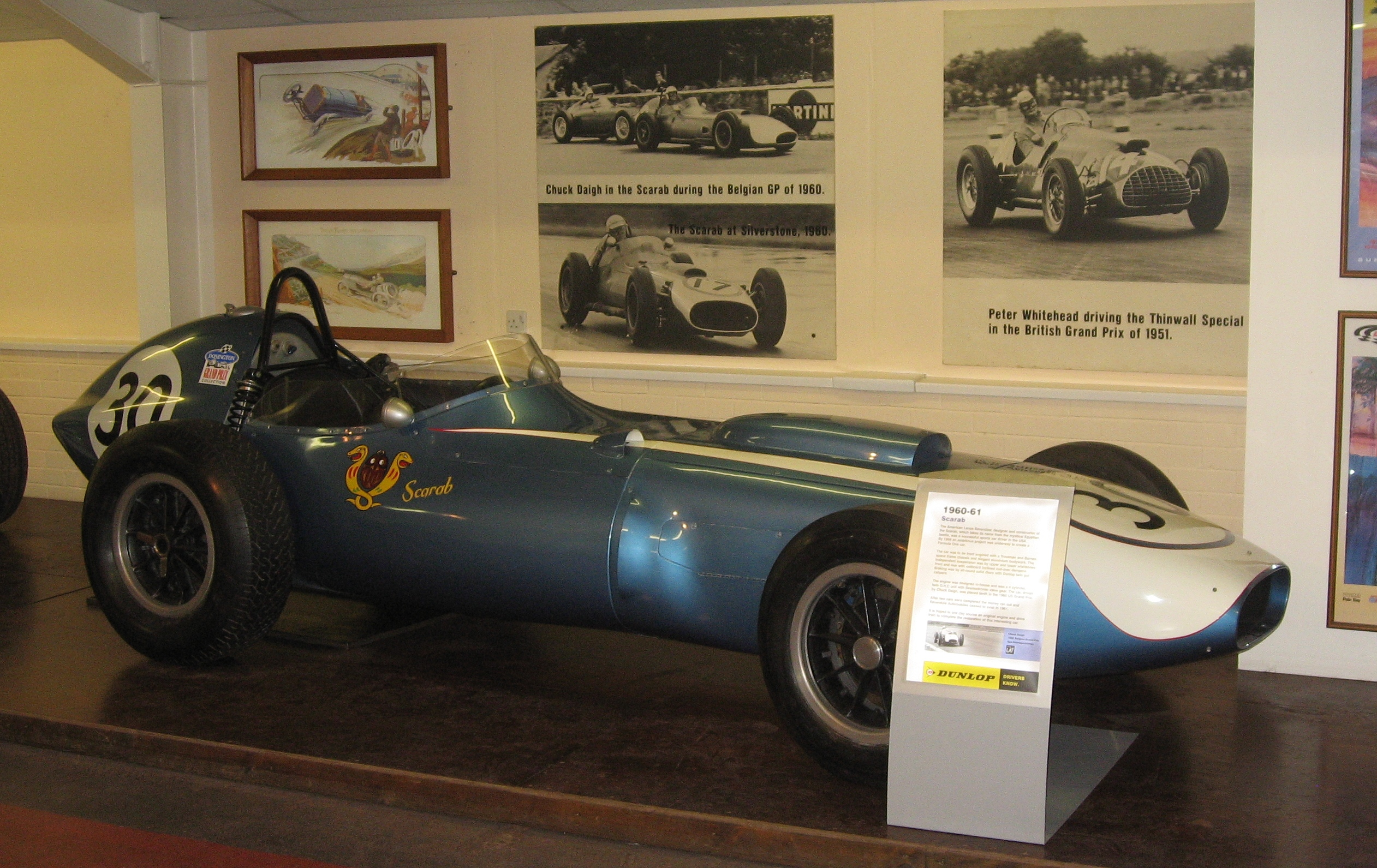
A Scarab Formula–1-es autója

A május 29-én rendezett monacói nagydíj előtt Rob Walker úgy döntött, Moss jobb eredményt érhet el a Lotus 18-assal, így a Cooperről a Lotusra váltott. A Ferrari vásárolt egy Cooper autót, ennek alapján pedig megépítették a farmotoros 246P-t, amelyet az újonc Richie Ginther vezetett Monacóban. Új csapatként jelent meg a Scarab, amellyel az amerikai milliomos Lance Reventlow és Chuck Daigh indult. A gyári Cooper csapat már az új T53-as típussal indult a nagydíjon. Moss szerezte meg a pole-t Brabham és Chris Bristow BRP Cooperje előtt. A startnál Bonnier szerezte meg a vezetést Brabham és Moss előtt. A brit versenyző az 5. körben megelőzte Brabhamet, majd a 17. körig szorosan követte Bonniert, amikor az élre állt. Brabham a 20, körben megelőzte Bonniert, de a svéd a 27. körben visszavette pozícióját. Mikor elkezdett esni, Brabham megelőzte Bonniert, majd Mosst is. Hat körrel később a vezető Brabham a Ste Devote-kanyarban a falnak csúszott. Ismét Mossé lett a vezetés, de ki kellett állnia szerelőihez, hogy visszacsatlakoztassák az egyik vezetéket autójában. Mivel a vezető Bonniernek eltört a felfüggesztése, Moss nyerte a versenyt, McLaren második, Phil Hill harmadik, Tony Brooks negyedik lett.
Egy nappal később rendezték az indianapolisi 500 mérföldes versenyt, amelyen egy európai versenyző sem vett részt. Jim Rathmann győzött Rodger Ward előtt, ebben az évben számított bele a Formula–1-es bajnokságba utoljára a verseny.
A holland nagydíjon a magas indulási díj miatt több csapat visszalépett az időmérés után a versenytől. Stirling Moss indult ismét az első sorból, Brabham és Ireland mellől. Bonner és Graham Hill BRM-je osztozott a második soron. Brabham rajtolt a legjobban, Moss és Ireland előtt. Alan Stacey a gyári Lotus 18-assal a negyedik helyre jött fel, majd a 2. körben megelőzte Irelandet is, de Innes hamarosan visszavette helyét. Dan Gurney az ötödik helyen haladt, de a hajtűkanyarnál balesetet szenvedett BRM-jével. Egy néző a tiltott területen tartózkodott, és meghalt a balesetben. Az első versenyén induló Jim Clark a Lotusszal gyorsan zárkózott fel az első körökben, Gurney ötödik helyét megszerezve csapattársai: Ireland és Stacey mögött haladt. A 17. körben Brabham autója feldobta a rázókő egy részét, amely a mögötte haladó Moss autójának ütközött. A brit defektet kapott és ki kellett állnia szerelőihez. Graham Hill megelőzte Clarkot, aki hamarosan váltóhiba miatt kiesett. Később ugyanígy járt Stacey is, ezzel Hillé lett a harmadik hely a kiállása után gyorsan előretörő Moss előtt. A versenyt Brabham nyerte Ireland előtt.

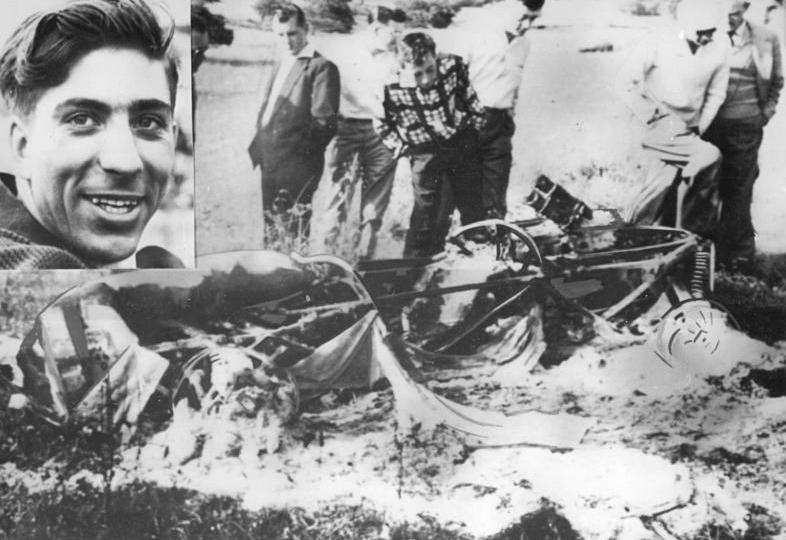
Alan Stacey autójának maradványa halálos balesete után

A belga nagydíj a sportág történetének egyik legtragikusabb versenye volt, a hétvégén két versenyző halálos balesetet szenvedett, két másik pedig súlyosan megsérült az edzésen. A pénteki edzésen Moss tengelye meghibásodott és versenyző kiesett az autójából. Moss mindkét lába eltörött. A debütáló Mike Taylor kormányműve meghibásodott, Lotusa a pálya szélén lévő fák közé csapódott. Számos sérülést szenvedett, ami karrierje végét jelentette. Jack Brabham 2,5 másodperc előnnyel indult az első helyről a BRP által benevezett Cooperes Brooks és Phil Hill előtt. Brabham a rajttól a célig vezetve győzött. A belga Olivier Gendebien a második sorból indulva jó rajtjának köszönhetően a második helyre jött fel. Később Irelandé lett a második hely, de hamar kiesett kuplunghiba miatt. A 17. körben a BRP Cooperrel haladó Chris Bristow a hatodik helyért támadta Willy Mairesse Ferrariját, de elveszítette uralmát autója felett, a Malmedy-kanyarban kiesett belőle, és meghalt. Öt kör múlva Alan Stacey arcának a Masta-egyenesben egy madár ütközött. A brit balesetet szenvedett, kiesett autójából és meghalt. Brabham nyerte a versenyt csapattársa, McLaren előtt. Graham Hill az utolsó kört Gendebien előtt teljesítette, de a boxban befejezte a versenyt. Mivel autója a szabályok értelmében nem haladt át a célvonalon, nem rangsorolták a futam végén, így a harmadik helyet az egy kör hátrányban célba érő Gendebien szerezte meg.
Három héttel a katasztrofális belga nagydíj után Rheimsben gyűlt össze a mezőny. Moss lábtörése miatt egy ideig a versenyeken nem tudott részt venni. Tony Brooks a BRP Cooperről egy Vanwall VW11-esre váltott, míg a Lotus Ron Flockharttal helyettesítette az előző futamon elhunyt Alan Stacey-t. Az edzések mindkét Scarab motorja tönkrement, így a két versenyzőjük nem tudott indulni a versenyen. Jack Brabham indult az első rajtkockából, amelyet 1,4 másodperc előnnyel szerzett meg Phil Hill Ferrarija előtt. Graham Hill a harmadik helyről indult, de BRM-jével nem tudott időben elindulni a rajtnál, ezért összeütközött Trintignant Cooperjével. Szintén összeütközött Brooks és Lucien Bianchi is. Az elsőségért P. Hill és Brabham harcolt, körönként többször váltották egymást az élen, amíg Hill ki nem esett az erőátvitel meghibásodása miatt. Hasonló hiba miatt esett ki a másik ferraris Wolfgang von Trips, valamint Mairesse. Irelandnek törött első felfüggesztése miatt kellett kiállnia. Dan Gurney és Jo Bonnier a BRM motorjának meghibásodása miatt esett ki. Ezek után Gendebien szerezte meg a második helyet a győztes Brabham mögött. Bruce McLaren harmadik, Henry Taylor negyedik helyének köszönhetően a Cooper autói értek célba az első négy helyen. Őket Jim Clark és Flockhart Lotusa követte az ötödik és hatodik helyen.

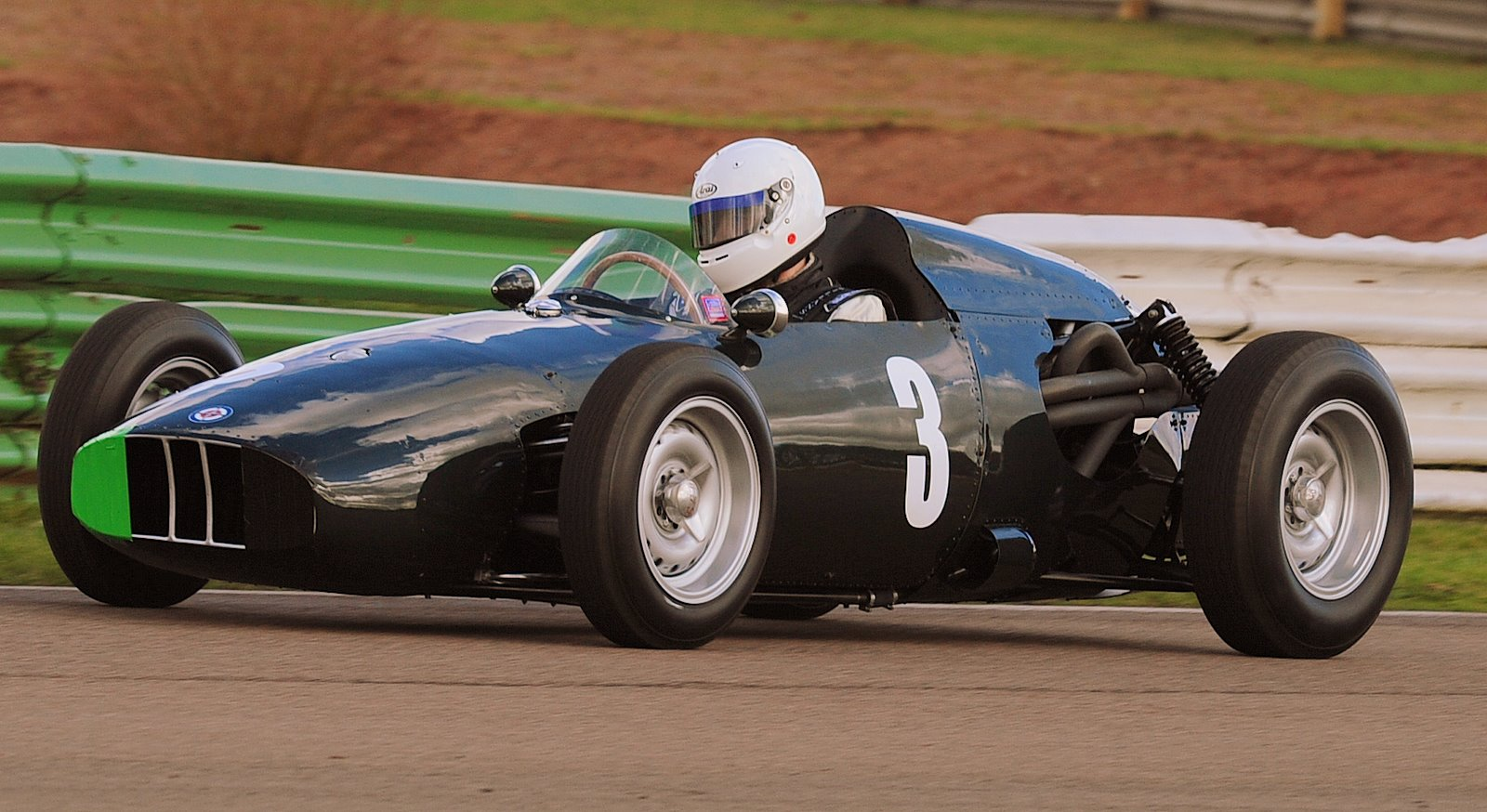
BRM P48-as

A brit nagydíjat Silverstone-ban rendezték, ahol Tony Brooks visszatért a BRP Cooperhez. Az Aston Martin a DBR5-öseivel Roy Salvadori és Maurice Trintignant indult a nagydíjon, míg az újonc John Surtees a monacói nagydíj után ismét jelen volt a mezőnyben a Lotus csapattal. Az időmérőn Brabham volt a leggyorsabb Graham Hill, McLaren és Bonnier előtt, így az első soron két Cooper és két BRM osztozott. A rajtnál három autó is a rajtrácson ragadt: Graham Hill (akivel ez már sorozatban másodszorra történt meg), valamint Brooks és Henry Taylor BRP Cooperje. McLaren az első kör végén második volt, de visszaesett Bonnier és Ireland mögé. Ireland ezután megelőzte Bonniert a második helyért. Hill csak a mezőny után tudott elindulni és gyors tempóban zárkózott fel. 37 kör után megelőzte Irelandet, majd a közönség örömére Brabhamet is utolérte, az 55. körben pedig megelőzte és az élre állt. A mezőnyben hátrébb Surtees megelőzte Irelandet a harmadik helyért. A vezető Hill egy ideje fékproblémával küzdött és a 72. körben kicsúszott a Copse-kanyarban, kiesett. A vezetés így Brabhamé lett, öt kör múlva pedig elsőként intették le Surtees és Ireland gyári Lotusa előtt.
Egy hónap szünet után rendezték a portugál nagydíjat Oportóban. Stirling Moss belgiumi lábtörése után visszatért a mezőnybe. A pole-pozíciót John Surtees szerezte meg néhány századmásodperc előnnyel a második Gurney előtt. A harmadik helyről Brabham indult. A rajtnál az ausztrál vette át a vezetést, de Gurney hamar megelőzte. Brabham az egyik kanyarban ezután ki is sodródott, így hatodiknak esett vissza. Moss a második helyre lépett fel, Surteesszel és Phil Hill-lel harcolt pozíciójáért. 10 kör után Gurney visszaesett olajszivárgás miatt és Surtees vette át a vezetést. Mögötte Moss haladt, de gyújtógyertyájának meghibásodása miatt ki kellett állnia a boxba, a mezőny végére esett vissza. Később kizárták, mivel a menetiránnyal szemben haladt egy megcsúszása után.
Brabham Phil Hill-lel harcolt, míg az amerikai ki nem esett baleset miatt, majd a 36. körben a vezetés is az övé lett, mivel Surtees pedáljaira olaj szivárgott, aki emiatt kiállt. Bruce McLaren második helyének köszönhetően a Cooper kettős győzelmet aratott a harmadik Clark előtt. Brabham ötödik győzelmével bebiztosította második világbajnoki címét.

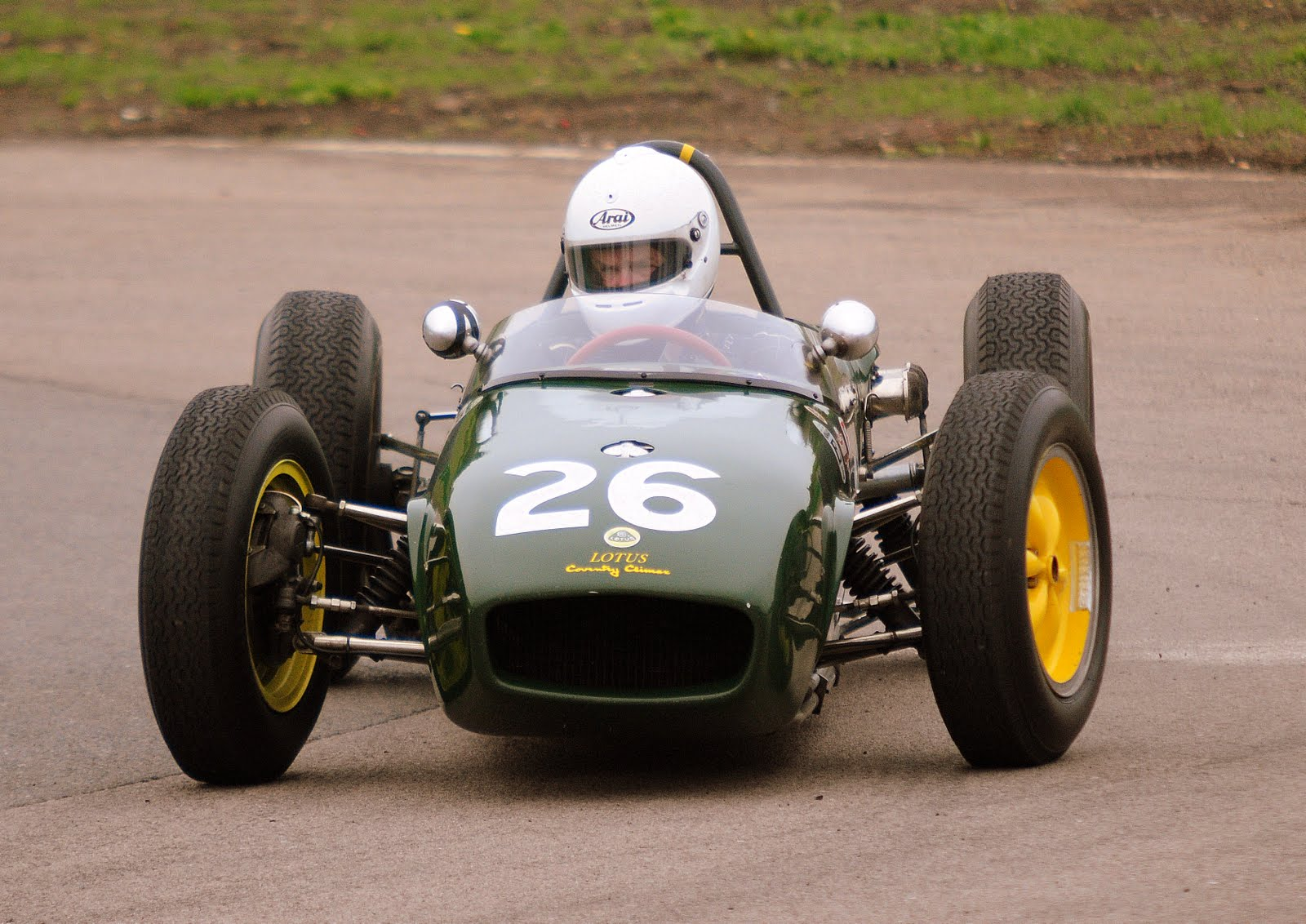
Lotus 18-as

A bajnokság eldőlése után az olasz vezetőség úgy döntött, hogy az olasz nagydíjon a gyors és veszélyes ovál részt is belekombinálják a monzai pálya vonalvezetésébe. Emiatt a legnagyobb brit csapatok, mint a Cooper, a Lotus és a BRM, bojkottálták a versenyt. A mezőny gyári Ferrarikból, és privát Cooperekből állt. Hogy emeljék a mezőny létszámát, Formula–2-es autókat is indítottak. Így részt vett a Porsche is Hans Herrmann-nal és Edgar Barthtal.
A Ferrarik domináltak: Phil Hill, Richie Ginther és Willy Mairesse indult az első sorból. A versenyen Ginther vezetett Hill előtt, míg Mairesse lassított, hogy a negyedik Ferrari (Wolfgang Von Trips F2-es autója) elszakadjon a két Porschétől. Ez Giulio Cabiancának sokat segített, aki így a harmadik helyen haladt egy Cooperrel. Mairesse végül visszatért a harmadik helyre, míg Hill megelőzte Ginthert, és győzött. A Ferrari autói az első három helyen értek célba, a versenyképtelen ellenfeleknek köszönhetően. Utoljára szerzett győzelmet a sportágban orrmotoros autó.
AZ utolsó bajnoki futamot 10 héttel ezután tartottak. Az amerikai nagydíjat Sebring után a kaliforniai Riverside-ban rendezték. Bár a Ferrari nem vett részt a versenyen, Phil Hill egy BRP Cooperrel, Von Trips pedig a Scuderia Centro Sud Cooperjével indult. Ron Flockhart ezúttal a harmadik számú gyári Cooperrel indult. Jim Hall első versenyén indult privát Lotus 18-asával, míg Chuck Daigh ismét jelen volt Lance Reventlow egy Scarabjével. Moss szerezte meg a pole 0,6 másodperc előnnyel a bajnok Brabham és Gurney előtt. Bonnier a második sorból indult, Clark Lotusa mellett. Brabham rajtolt a legjobban és az első négy körben vezetett Moss előtt. Ekkor robbanást hallott autójának hátuljából, emiatt kétszer is kiállt szerelőihez, hogy megoldják a problémát. Autójából kifutott a üzemanyag, ami a Climax motor forró kipufogócsöveihez ért. Moss haladt az élen, és a leintésig ott is maradt. Az elején Gurney üldözte, majd Bonnier volt a második, de mindketten kiestek technikai hiba miatt. A második helyet így Ireland szerezte meg a Team Lotusnak, McLaren a gyári Cooperrel harmadik lett. Brabham negyedikként végzett, körhátrányban. Jim Hall jó versenyt futott, mivel a negyedik helyen haladt, de hetediknek esett vissza végére, amikor az erőátvitel meghibásododott, és át kellett tolnia az autót a célvonalon.
Brabham 43 pontot szerezve lett az 1960-as világbajnok. A második McLaren 34-et, a harmadik Moss 19 egységet gyűjtött. A konstruktőri bajnoki címet a Cooper-Climax szerezte meg 48 ponttal a 34 pontos Lotus, valamint a 26 pontos Ferrari előtt.

## Nagydíjak
| #  | Verseny           | Dátum         | Pálya             | Pályakép | Győztes pilóta | Győztes csapat     | Összefoglaló |
| -- | ----------------- | ------------- | ----------------- | -------- | -------------- | ------------------ | ------------ |
| 85 | argentin nagydíj  | Február 7.    | Oscar Gálvez      |          | Bruce McLaren  | Cooper-Climax      | Összefoglaló |
| 86 | monacói nagydíj   | Május 10.     | Monaco            |          | Stirling Moss  | Lotus-Climax       | Összefoglaló |
| 87 | indianapolisi 500 | Május 30.     | Indianapolis      |          | Jim Rathmann   | Watson-Offenhauser | Összefoglaló |
| 88 | holland nagydíj   | Június 6.     | Zandvoort         |          | Jack Brabham   | Cooper-Climax      | Összefoglaló |
| 89 | belga nagydíj     | Június 19.    | Spa-Francorchamps |          | Jack Brabham   | Cooper-Climax      | Összefoglaló |
| 90 | francia nagydíj   | Július 3.     | Reims             |          | Jack Brabham   | Cooper-Climax      | Összefoglaló |
| 91 | brit nagydíj      | Július 16.    | Silverstone       |          | Jack Brabham   | Cooper-Climax      | Összefoglaló |
| 92 | portugál nagydíj  | Augusztus 23. | Boavista          |          | Jack Brabham   | Cooper-Climax      | Összefoglaló |
| 93 | olasz nagydíj     | Szeptember 4. | Monza             |          | Phil Hill      | Ferrari            | Összefoglaló |
| 94 | amerikai nagydíj  | November 20.  | Riverside         |          | Stirling Moss  | Lotus-Climax       | Összefoglaló |

## Bajnokság Végeredménye

### Versenyzők
Pontozás:
| Helyezés | 1. | 2. | 3. | 4. | 5. | 6. | 7.-20. |
| -------- | -- | -- | -- | -- | -- | -- | ------ |
| Pont     | 8  | 6  | 4  | 3  | 2  | 1  | 0      |

| Helyezés | Versenyző                 | ARG     | MON | 500 | NED | BEL | FRA | GBR | POR | ITA | USA | Pontszám |
| -------- | ------------------------- | ------- | --- | --- | --- | --- | --- | --- | --- | --- | --- | -------- |
| 1        | Jack Brabham              | Ki      | KIZ |     | 1   | 1   | 1   | 1   | 1   |     | 4   | 43       |
| 2        | Bruce McLaren             | 1       | 2   |     | Ki  | 2   | 3   | 4   | 2   |     | 3   | 34 (37)  |
| 3        | Stirling Moss             | 3† / Ki | 1   |     | 4   | Ki  |     |     | KIZ |     | 1   | 19       |
| 4        | Innes Ireland             | 6       | 9   |     | 2   | Ki  | 7   | 3   | 6   |     | 2   | 18       |
| 5        | Phil Hill                 | 8       | 3   |     | Ki  | 4   | 12  | 7   | Ki  | 1   | 6   | 16       |
| 6        | Olivier Gendebien         |         |     |     |     | 3   | 2   | 9   | 7   |     | 12  | 10       |
| 7        | Wolfgang von Trips        | 5       | 8   |     | 5   | Ki  | 11  | 6   | 4   | 5   | 9   | 10       |
| 8        | Jim Rathmann              |         |     | 1   |     |     |     |     |     |     |     | 8        |
| 9        | Richie Ginther            |         | 6   |     | 6   |     | Ki  |     |     | 2   |     | 8        |
| 10       | Jim Clark                 |         |     |     | Ki  | 5   | 5   | 16  | 3   |     | 16  | 8        |
| 11       | Tony Brooks               |         | 4   |     | Ki  | Ki  | Ki  | 5   | 5   |     | Ki  | 7        |
| 12       | John Surtees              |         | Ki  |     |     |     |     | 2   | Ki  |     | Ki  | 6        |
| 13       | Cliff Allison             | 2       | NK  |     |     |     |     |     |     |     |     | 6        |
| 14       | Rodger Ward               |         |     | 2   |     |     |     |     |     |     |     | 6        |
| 15       | Graham Hill               | Ki      | 7   |     | 3   | Ki  | Ki  | Ki  | Ki  |     | Ki  | 4        |
| 16       | Willy Mairesse            |         |     |     |     | Ki  | Ki  |     |     | 3   |     | 4        |
| 17       | Paul Goldsmith            |         |     | 3   |     |     |     |     |     |     |     | 4        |
| 18       | Maurice Trintignant       | 3†      | Ki  |     | Ki  |     | Ki  | 11  |     |     | 15  | 4        |
| 19       | Joakim Bonnier            | 7       | 5   |     | Ki  | Ki  | Ki  | Ki  | Ki  |     | 5   | 4        |
| 20       | Henry Taylor              |         |     |     | 7   |     | 4   | 8   |     |     | 14  | 3        |
| 21       | Carlos Menditéguy         | 4       |     |     |     |     |     |     |     |     |     | 3        |
| 22       | Don Branson               |         |     | 4   |     |     |     |     |     |     |     | 3        |
| 23       | Giulio Cabianca           |         |     |     |     |     |     |     |     | 4   |     | 3        |
| 24       | Johnny Thomson            |         |     | 5   |     |     |     |     |     |     |     | 2        |
| 25       | Lucien Bianchi            |         |     |     |     | 6   | Ki  | Ki  |     |     |     | 1        |
| 26       | Ron Flockhart             |         |     |     |     |     | 6   |     |     |     | Ki  | 1        |
| 27       | Eddie Johnson             |         |     | 6   |     |     |     |     |     |     |     | 1        |
| 28       | Hans Herrmann             |         |     |     |     |     |     |     |     | 6   |     | 1        |
| 29       | Lloyd Ruby                |         |     | 7   |     |     |     |     |     |     |     | 0        |
| 30       | Edgar Barth               |         |     |     |     |     |     |     |     | 7   |     | 0        |
| 31       | Roy Salvadori             |         | Ki  |     | NI  |     |     | Ki  |     |     | 8   | 0        |
| 32       | Bruce Halford             |         | NK  |     |     |     | 8   |     |     |     |     | 0        |
| 33       | Bob Veith                 |         |     | 8   |     |     |     |     |     |     |     | 0        |
| 34       | Carel Godin de Beaufort   |         |     |     | 8   |     |     |     |     |     |     | 0        |
| 35       | Piero Drogo               |         |     |     |     |     |     |     |     | 8   |     | 0        |
| 36       | Masten Gregory            | 12      | NK  |     | NI  |     | 9   | 14  | Ki  |     |     | 0        |
| 37       | Alberto Rodriguez Larreta | 9       |     |     |     |     |     |     |     |     |     | 0        |
| 38       | Bud Tingelstad            |         |     | 9   |     |     |     |     |     |     |     | 0        |
| 39       | Wolfgang Seidel           |         |     |     |     |     |     |     |     | 9   |     | 0        |
| 40       | Dan Gurney                |         | Ki  |     | Ki  | Ki  | Ki  | 10  | Ki  |     |     | 0        |
| 41       | Chuck Daigh               |         | NK  |     | NI  | Ki  | Ki  | Ki  |     |     | 10  | 0        |
| 42       | Ian Burgess               |         | NK  |     |     |     | 10  | Ki  |     |     | Ki  | 0        |
| 43       | José Froilán González     | 10      |     |     |     |     |     |     |     |     |     | 0        |
| 44       | Bob Christie              |         |     | 10  |     |     |     |     |     |     |     | 0        |
| 45       | Fred Gamble               |         |     |     |     |     |     |     |     | 10  |     | 0        |
| 46       | Roberto Bonomi            | 11      |     |     |     |     |     |     |     |     |     | 0        |
| 47       | Red Amick                 |         |     | 11  |     |     |     |     |     |     |     | 0        |
| 48       | David Piper               |         |     |     |     |     | Ki  | 12  |     |     |     | 0        |
| 49       | Duane Carter              |         |     | 12  |     |     |     |     |     |     |     | 0        |
| 50       | Gino Munaron              | 13      |     |     |     |     | Ki  | 15  |     | Ki  |     | 0        |
| 51       | Brian Naylor              |         | NK  |     |     |     |     | 13  |     | Ki  | Ki  | 0        |
| 52       | Bill Homeier              |         |     | 13  |     |     |     |     |     |     |     | 0        |
| 53       | Nasif Estéfano            | 14      |     |     |     |     |     |     |     |     |     | 0        |
| 54       | Gene Hartley              |         |     | 14  |     |     |     |     |     |     |     | 0        |
| 55       | Chuck Stevenson           |         |     | 15  |     |     |     |     |     |     |     | 0        |
| 56       | Bobby Grim                |         |     | 16  |     |     |     |     |     |     |     | 0        |
| —        | Alan Stacey               | Ki      | Ki  |     | Ki  | Ki  |     |     |     |     |     | 0        |
| —        | Chris Bristow             |         | Ki  |     | Ki  | Ki  |     |     |     |     |     | 0        |
| —        | Giorgio Scarlatti         | Ki      | NK  |     |     |     |     |     |     | Ki  |     | 0        |
| —        | Lance Reventlow           |         | NK  |     | NI  | Ki  |     |     |     |     |     | 0        |
| —        | Harry Schell              | Ki      |     |     |     |     |     |     |     |     |     | 0        |
| —        | Ettore Chimeri            | Ki      |     |     |     |     |     |     |     |     |     | 0        |
| —        | Antonio Creus             | Ki      |     |     |     |     |     |     |     |     |     | 0        |
| —        | Shorty Templeman          |         |     | Ki  |     |     |     |     |     |     |     | 0        |
| —        | Jim Hurtubise             |         |     | Ki  |     |     |     |     |     |     |     | 0        |
| —        | Jimmy Bryan               |         |     | Ki  |     |     |     |     |     |     |     | 0        |
| —        | Troy Ruttman              |         |     | Ki  |     |     |     |     |     |     |     | 0        |
| —        | Eddie Sachs               |         |     | Ki  |     |     |     |     |     |     |     | 0        |
| —        | Don Freeland              |         |     | Ki  |     |     |     |     |     |     |     | 0        |
| —        | Tony Bettenhausen         |         |     | Ki  |     |     |     |     |     |     |     | 0        |
| —        | Wayne Weiler              |         |     | Ki  |     |     |     |     |     |     |     | 0        |
| —        | A. J. Foyt                |         |     | Ki  |     |     |     |     |     |     |     | 0        |
| —        | Eddie Russo               |         |     | Ki  |     |     |     |     |     |     |     | 0        |
| —        | Johnny Boyd               |         |     | Ki  |     |     |     |     |     |     |     | 0        |
| —        | Gene Force                |         |     | Ki  |     |     |     |     |     |     |     | 0        |
| —        | Jim McWithey              |         |     | Ki  |     |     |     |     |     |     |     | 0        |
| —        | Len Sutton                |         |     | Ki  |     |     |     |     |     |     |     | 0        |
| —        | Al Herman                 |         |     | Ki  |     |     |     |     |     |     |     | 0        |
| —        | Dempsey Wilson            |         |     | Ki  |     |     |     |     |     |     |     | 0        |
| —        | Dick Rathmann             |         |     | Ki  |     |     |     |     |     |     |     | 0        |
| —        | Mike Taylor               |         |     |     |     | Ki  |     |     |     |     |     | 0        |
| —        | Jack Fairman              |         |     |     |     |     |     | Ki  |     |     |     | 0        |
| —        | Keith Greene              |         |     |     |     |     |     | Ki  |     |     |     | 0        |
| —        | Mário de Araújo Cabral    |         |     |     |     |     |     |     | Ki  |     |     | 0        |
| —        | Alfonso Thiele            |         |     |     |     |     |     |     |     | Ki  |     | 0        |
| —        | Vic Wilson                |         |     |     |     |     |     |     |     | Ki  |     | 0        |
| —        | Arthur Owen               |         |     |     |     |     |     |     |     | Ki  |     | 0        |
| Helyezés | Versenyző                 | ARG     | MON | 500 | NED | BEL | FRA | GBR | POR | ITA | USA | Pontszám |

### Konstruktőrök
| Helyezés | +/- | Gyártó                | Gumi | Start | Győzelmek | Dobogó | Első rh. | Leggy. kör | Pont   |
| -------- | --- | --------------------- | ---- | ----- | --------- | ------ | -------- | ---------- | ------ |
| 1        | 0   | Cooper-Climax         | D    | 9     | 6         | 14     | 4        | 5          | 48(58) |
| 2        | +2  | Lotus-Climax          | D    | 9     | 2         | 7      | 4        | 2          | 34(37) |
| 3        | -1  | Ferrari               | D    | 8     | 1         | 5      | 1        | 1          | 26(27) |
| 4        | -1  | BRM                   | D    | 8     | 0         | 1      | 0        | 1          | 8      |
| 5        | 0   | Cooper-Maserati       | D    | 7     | 0         | 0      | 0        | 0          | 3      |
| 6        | +7  | Cooper-Castellotti    | D    | 5     | 0         | 0      | 0        | 0          | 3      |
| 7        | 0   | Porsche               | D    | 1     | 0         | 0      | 0        | 0          | 1      |
| 8        | 0   | Maserati              | D    | 2     | 0         | 0      | 0        | 0          | 0      |
| 9        | +1  | JBW-Maserati          | D    | 3     | 0         | 0      | 0        | 0          | 0      |
| 10       | +3  | Scarab                | D    | 5     | 0         | 0      | 0        | 0          | 0      |
| 11       | +2  | Behra-Porsche-Porsche | D    | 2     | 0         | 0      | 0        | 0          | 0      |
| 12       | -6  | Aston Martin          | D    | 2     | 0         | 0      | 0        | 0          | 0      |